# Milton Flores
Milton Javier Flores Miranda (né le 5 décembre 1974 à La Lima au Honduras et mort assassiné par arme à feu le 19 janvier 2003 à San Pedro Sula au Honduras) est un footballeur international hondurien, qui évoluait au poste de gardien de but.

## Biographie

### Carrière en sélection
Avec l'équipe du Honduras, il joue 22 matchs (pour aucun but inscrit) entre 1996 et 2001. 
Il figure notamment dans le groupe des sélectionnés lors des Gold Cup de 1996 et de 1998.
Il joue également 8 matchs comptant pour les tours préliminaires des coupes du monde 1998 et 2002.